# Herb gminy Osina
Herb gminy Osina – symbol gminy Osina, ustanowiony 7 listopada 1996.

## Wygląd i symbolika
Herb przedstawia na tarczy dwudzielnej w słup w polu prawym białym czerwonego gryfa pomorskiego ze złotym (żółtym) dziobem i złotymi (żółtymi) szponami. Natomiast w lewym polu błękitnym - w górnej części znajduje się stary dąb, a w dolnej części dwie srebrne rybki zwrócone w lewo - jedna nad drugą.
Czerwony gryf nawiązuje do herbu województwa zachodniopomorskiego, pole błękitne symbolizuje czystą wodę i powietrze w gminie, dąb to symbol siły, pracowitości i wytrwałości ludzi zamieszkujących te ziemie, natomiast dwie srebrne ryby umieszczone zostały ze względu na rzekome występowanie w tutejszych wodach dwa razy więcej ryb niż gdzie indziej.